# Saint-Amant-de-Nouère
Saint-Amant-de-Nouère is een gemeente in het Franse departement Charente (regio Nouvelle-Aquitaine) en telt 377 inwoners (2005). De plaats maakt deel uit van het arrondissement Angoulême.

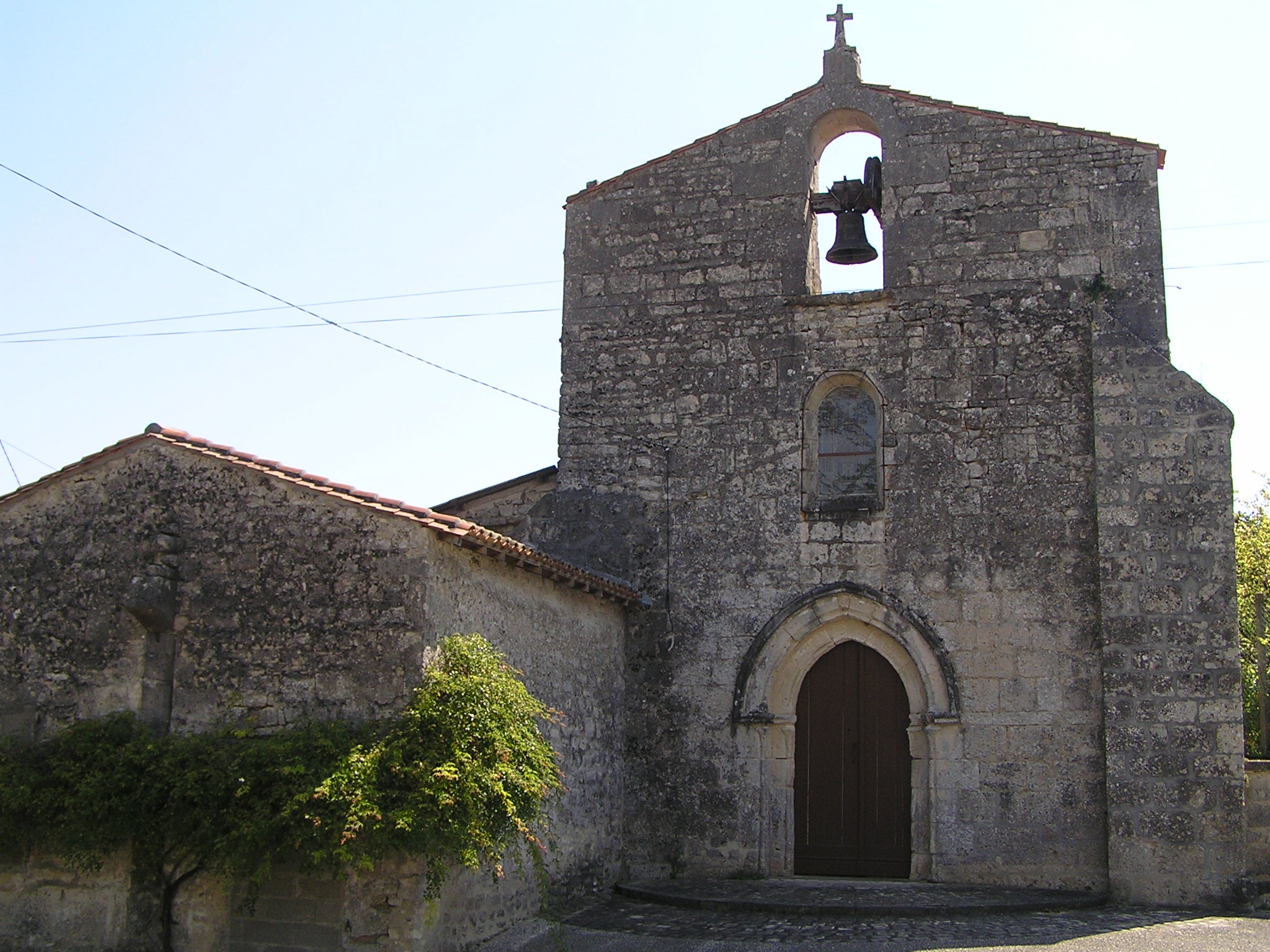
kerk van Saint-Amant-de-Nouère
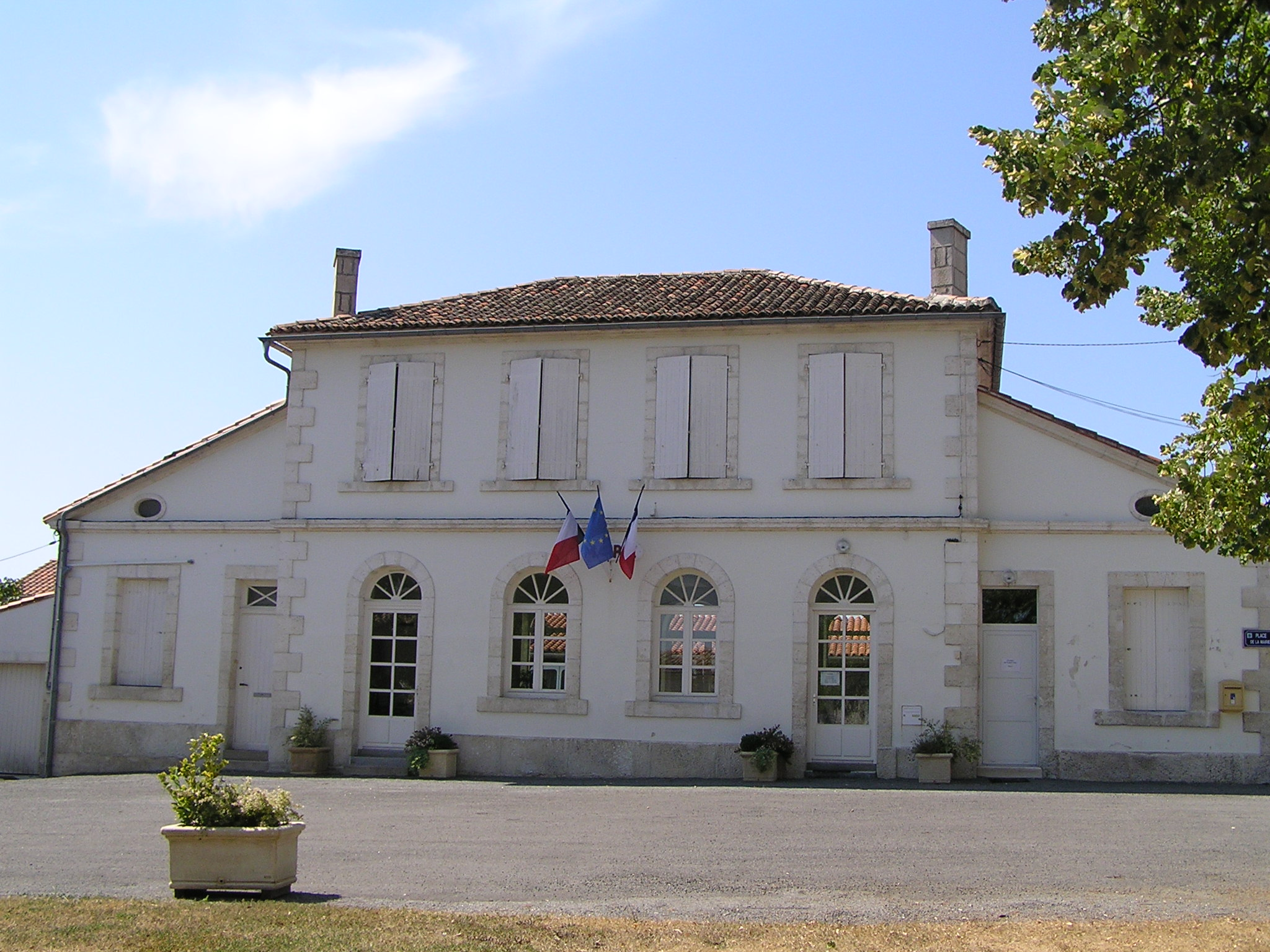
Gemeentehuis
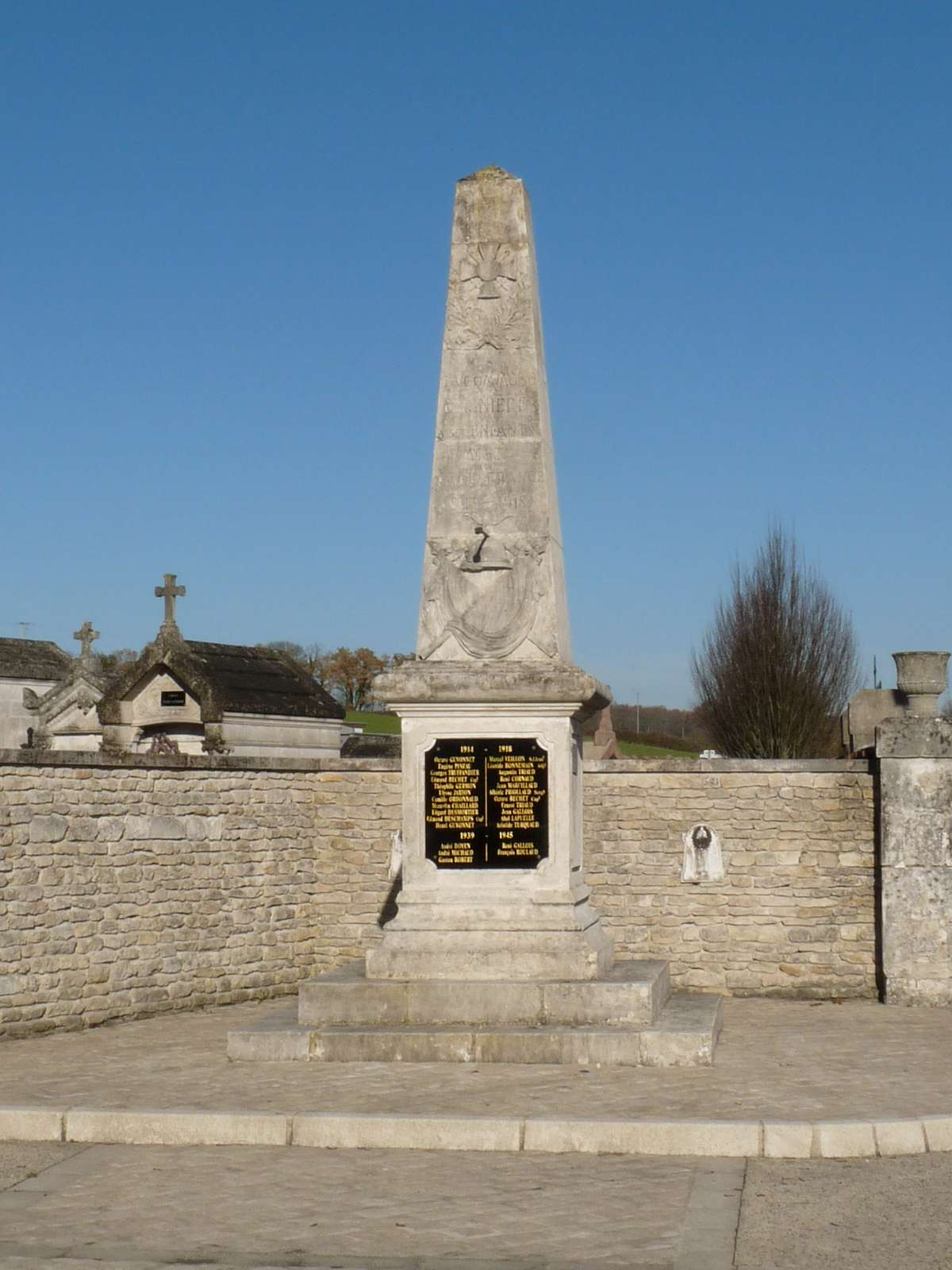
Monument

## Geografie
De oppervlakte van Saint-Amant-de-Nouère bedraagt 11,3 km², de bevolkingsdichtheid is 33,4 inwoners per km².
De onderstaande kaart toont de ligging van Saint-Amant-de-Nouère met de belangrijkste infrastructuur en aangrenzende gemeenten.

## Demografie
Onderstaande figuur toont het verloop van het inwonertal (bron: INSEE-tellingen).

1. ↑  Populations de référence 2022.